# ليه ريتشاردسون
ليه ريتشاردسون (بالإنجليزية: Les Richardson)‏ (9 يناير 1887 في أستراليا - 15 نوفمبر 1962 في أستراليا) هو لاعب كريكت أسترالي. لعب مع فريق تسمانيا للكريكت.

## وصلات خارجية
- ليه ريتشاردسون على موقع إي آس بي آن كريك إنفو (الإنجليزية)